# Talavera milleri
Talavera milleri là một loài nhện trong họ Salticidae.
Loài này thuộc chi Talavera. Talavera milleri được Paolo Marcello Brignoli miêu tả năm 1983.